# Grêmio Osasco Audax
Grêmio Osasco Audax is een Braziliaanse voetbalclub uit de stad Osasco, in de deelstaat São Paulo. De club staat ook bekend als simpelweg Audax.

## Geschiedenis
De club werd opgericht in 2004 als Pão de Açúcar Esporte Clube in de stad São Paulo. Op 17 juli 2011 nam de club de naam Audax São Paulo Esporte Clube aan. Op 22 september 2013 werd het team verkocht aan Mário Teixeira, voorzitter van de Bradesco-bank en vicevoorzitter van de club Grêmio Osasco. Het team verhuisde naar de stad Osasco en nam de naam Grêmio Osasco Audax aan. Dat jaar eindigde club met voorsprong eerste in de Série A2 van het Campeonato Paulista, maar moest in de eindronde genoegen nemen met een derde plaats, die echter wel nog recht gaf op promotie naar de Série A1.
Na twee seizoenen in de middenmoot werd de club groepswinnaar van groep C in 2016, voor het grote São Paulo. In de kwartfinale om de titel zetten de club São Paulo met 4-1 opzij en plaatste zich voor de halve finale tegen Corinthians en won hier na strafschoppen van. In de finale kon de club thuis gelijkspelen tegen Santos, maar de terugwedstrijd in het Vila Belmiro werd met 1-0 verloren waardoor ze net langs de staatstitel grepen. Door de goede prestatie plaatst de club zich wel voor de Série D en de Copa do Brasil 2017. In de Série D werd de club in de eerste ronde uitgeschakeld en in de Copa do Brasil verloor de club in de tweede ronde van ABC. In 2017 degradeerde de club uit de staatscompetitie. Een jaar later volgde zelfs een tweede degradatie op rij.
in de Série A3 eindigde de club op een achtste plaats, wat net genoeg was voor de eindronde, waar ze tegen de nummer één Velo Clube uitkwamen. Audax kon winnen en versloeg daarna ook nog Barretos, waardoor ze zich plaatsten voor de finale tegen Monte Azul, dat evenveel punten als hen had in de groepsfase. Audax won de finale en werd zo kampioen.